# كين غاردنر
كين غاردنر (بالإنجليزية: Ken Gardner)‏  (و. 1949  م) هو لاعب كرة السلة، من الولايات المتحدة، لعب كلاعب هجوم صغير الجسم.

## روابط خارجية
- كين غاردنر على موقع سبورتس رفرنس (الإنجليزية)
- كين غاردنر على موقع كلية كرة السلة في سبورتس رفرنس.كوم (الإنجليزية)
- كين غاردنر على موقع ريلجم (الإنجليزية)
- كين غاردنر على موقع بروبوليرز (الإنجليزية)